# Stanislav Mikuž
Stanislav Mikuž, slovenski carinik, * 31. marec 1960, Gozd.
Med letoma 1997 in 2007 je bil direktor Carinskega urada Nova Gorica, med letoma 2007 in 2014 je bil namestnik generalnega direktorja  Carinske uprave Republike Slovenije, od leta 2014 znotraj  Finančne uprave Republike Slovenije kot direktor Uprave za carine vodi ostanke slovenske carinske službe.
Stanislav Mikuž je diplomiral na Fakulteti za elektrotehniko, magistriral pa na ekonomski fakulteti. Prvo zaposlitev je leta 1982 našel na Tehniškem šolskem centru v Novi Gorici. V tem času je poleg poučevanja učil tudi avtošolo, vozil avtobus, kar se je učencem seveda zdelo nenavadno. Tako je bil deležen celo kritik nekaterih zaskrbljenih mamic ki se niso strinjale, da šofer avtobusa poučuje njihove otroke. Leta 1985 pa se je zaposlil kot carinski inšpektor v tedanji Zvezni carinski upravi. V carini je naglo napredoval- od mladega carinskega inšpektorja je že leta 1986 prišel na oddelek za revizijo, kjer so bila delovna mesta sicer praviloma pridržana za starejše in izkušene kadre. V naslednjih letih je delal kot vodja izpostav Idrija, Ajdovščina in Vrtojba.
V času slovenskega osamosvajanja je vodil carinsko izpostavo Vrtojba, kjer je po prevzemu prehoda s strani JLA kljub prisotnosti zveznih carinik ov zaradi domačih, a pretežno neslovenskih carinikov na Vrtojbi, ki pa so podprli idejo samostojne Slovenije, lahko vzpostavil delujočo slovensko carino. Pri tem je slovenska carina z zvijačo preslepila zvezne carinike in JLA. Čeprav je blago ostalo v Sloveniji in je bilo na koncu ocarinjeno v Sloveniji, so  na carinskih deklaracijah cariniki pod vodstvom Stanislava Mikuža kot namembni kraj carinjenja vpisovali izpostavo v drugi republiki SFRJ- in na ta način je bil mejni prehod Vrtojba edini prehod v času slovenskega osamosvajanja, kjer je bil kljub prisotnosti JLA in beograjske milice omogočen carinski postopek uvoza blaga v Slovenijo. Zaradi tega je bila zasedba mejnega prehoda s strani zveznih oblasti dejansko razvrednotena. Stanislav ima status Veterana vojne za Slovenijo  

Leta 1997 je Stanislav Mikuž prevzel mesto direktorja Carinskega urada Nova Gorica. V tem obdobju je veliko naredil za uvajanje poenostavljenih postopkov v podjetja. Posebej pa je poznan sporazum z Republiko Italijo, katerega idejni oče je prav Mikuž Stanislav na slovenski strani in g. Nottola na italijanski.Uveljavitev sporazuma je predvidevala skupne kontrole in tako se je  skrajšal čas carinjenja na mejnem prehodu Vrtojba kar za štiri  in več ur. Novogoriški urad je vodil do leta 2007, ko je zaradi upokojitve dolgoletnega namestnika generalnega direktorja Viljema Beloviča 1. aprila postal namestnik generalnega direktorja carinske službe. Na mestu namestnika generalnega direktorja se je posebej zavzemal za posodobitev carinskih postopkov in zmanjševanje stroškov in olajšanje poslovanja gospodarstva. V nekaj letih je Slovenija na carinskem področju  postala ena najmodernejših držav v Evropi in tudi v svetu. Danes je poslovanje carinske službe z okoljem popolnoma elektronsko in brezpapirno. Ta sistem je bil uveden za večja podjetja že leta 1997, leta 2007 pa za vsa podjetja. Še leta 2017 je Slovenija ena izmed štirih članic EU, ki imajo popolnoma elektronsko brezpapirno poslovanje z gospodarstvom.   V tem času je zaradi vstopa Slovenije v Evropsko unijo leta 2004 Carinski urad Nova Gorica ostal brez kopenske carinske meje proti Italiji. V času, ko je bil direktor novogoriškega urada in namestnik generalnega direktorja carinske službe, se je Stanislav Mikuž zavzemal tudi za to, da se identiteta oziroma pripadnost carinski službi utrjuje tudi z internimi službenimi glasili- tako je novogoriški carinski urad med letoma 1998 in 2002 izdajal svoje lastno glasilo »CARINIK«, od leta 2004 pa je bil Stanislav Mikuž aktiven tudi pri izdajanju novonastalega skupnega glasila »Carina.si«. Od 01.08.2014 namesto nekdanje Carinske uprave Republike Slovenije in nekdanje Davčne uprave Republike Slovenije deluje Finančna uprava Republike Slovenije. Znotraj te nove službe je carinska služba v okrnjeni sestavi preživela in je organizirana znotraj Uprave za carine pod vodstvom direktorja Stanislava Mikuža Kot direktor Uprave za carine je Stanislav Mikuž z začetkom leta 2015 doživel odpravo carinskih uradov in davčnih uradov, ki so jih nadomestili finančni uradi.
Konec leta 2018 je nenadoma iz nepojasnjenih razlogov zapustil carino in prevzel delo direktorja Finančnega urada Postojna. 
Za svoje delo je prejel tudi številna priznanja, tako s strani carinske službe, Ministrstva za notranje zadeve, kot tudi najvišje priznanje občine Ajdovščina, Prvomajsko priznanje , srebrno Občine Šempeter-Vrtojba in številna druga priznanja.